# Boycott antinazi de 1933

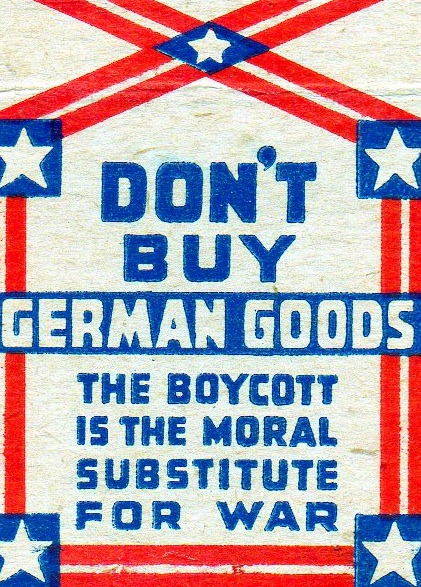
Légende : « N'achetez pas de produits allemands, le boycott est une variante morale de la guerre ». Pochette d'allumettes distribuée par la pour sensibiliser au boycott.

Le boycott antinazi de 1933 est un boycott international des produits allemands en réaction aux violences et aux harcèlements menés contre des Juifs par des membres du parti national-socialiste après l'arrivée au pouvoir d'Adolf Hitler, nommé Chancelier du Reich le 30 janvier 1933. Les exactions commises par les nazis ont consisté à poser ou jeter des boules puantes, à instaurer des piquets de grève, ainsi qu'à intimider, humilier et agresser des clients. Si certaines associations juives orchestrent ce boycott, d'autres s'y opposent.

## Histoire

### Contexte en Allemagne
Après la nomination d'Adolf Hitler au poste de chancelier en janvier 1933, son parti orchestre une campagne de violences et de boycott contre les sociétés tenues par des Juifs en Allemagne. Ce boycott antisémite est toléré, voire orchestré, par le régime allemand ; en effet, Hermann Göring déclare : « Je m'appuierai sur les forces de l'ordre, sans indulgence, partout où des Allemands seront attaqués, mais je refuse que la police soit transformée en gardienne des magasins tenus par des Juifs ».
La Centralverein deutscher Staatsbürger jüdischen Glaubens (en) (association centrale juive d'Allemagne) se sent tenue d'émettre un communiqué de soutien au régime et considère que « les autorités gouvernementales responsables [le régime de Hitler] n'ont pas conscience du caractère menaçant de la situation », en ajoutant « nous ne saurions croire que nos compatriotes allemands se laisseront entraîner à des excès contre les Juifs ». Des chefs d'entreprise influents dans la communauté juive écrivent des lettres de soutien au régime nazi et invitent les hauts responsables de la communauté juive en Palestine mandataire, ainsi que les associations juives à l'étranger, à renoncer à leur mobilisation en faveur d'un boycott économique. L'Association des Juifs nationaux allemands, un groupe marginal qui a soutenu Hitler les premières années, se prononce également contre la mobilisation des Juifs militant pour un boycott des produits allemands,,. Le livre édité par Jacow Trachtenberg, juste après le nomination d'Adolf Hitler comme chancelier, regroupe les positions des nouveaux gouvernants nazis, d'associations juives et d'individuels juifs, complétées par des articles de presse tente d'éviter le boycott international. C'est un livre en 3 langues dont le titre est : Die Greuelpropaganda ist eine Lügenpropaganda sagen die deutschen Juden selbst / Atrocity Propaganda Is Based on Lies Say the Jews of Germany Themselves / La propagande d'atrocités n'est que mensonges déclarent les juifs allemands eux-mêmes.

### Projets de boycott aux États-Unis et au Royaume-Uni
En Grande-Bretagne, le mouvement soutenant le boycott des produits allemands se heurte au Board of Deputies of British Jews (en), de tendance conservatrice. Aux États-Unis, le Congrès juif américain (AJC) fonde un comité en faveur du boycott ; le B'nai B'rith et l'American Jewish Committee s'abstiennent d'y participer. À ce moment-là, ces associations estiment que de nouvelles manifestations publiques risquent de se retourner contre les Juifs d'Allemagne.
Les attaques incessantes des nazis contre les Juifs d'Allemagne au cours des semaines suivantes conduisent le Congrès juif américain à réviser sa position au sujet des manifestations. Le 20 mars 1933, une réunion agitée de quatre heures se tient à l'hôtel Astor de New York : 1 500 représentants issus de diverses associations juives débattent, sur proposition de l'AJC, d'une manifestation qui se tiendrait à Madison Square Garden le 27 mars 1933. Un millier d'autres personnes souhaitant participer à la réunion doivent être retenues par la police.
J. George Freedman, de l'association des Jewish War Veterans (en) avance l'idée d'un boycott des produits allemands, qui rencontre l'opposition des juges Joseph M. Proskauer (en) et James N. Rosenberg (en) de la Cour suprême de New York. Proskauer fait part de sa crainte « d'aggraver la situation des Juifs d'Allemagne par des actions malavisées » ; il s'oppose au projet et donne une lecture publique d'une lettre du juge Irving Lehman (en) qui avertit que « cette réunion risque d'alourdir les graves dangers qui pèsent sur les Juifs d'Allemagne ». Le président honoraire et rabbin Stephen Samuel Wise répond à Proskauer et Rosenberg en critiquant leur absence aux réunions précédentes de l'AJC et en déclarant que « personne ne s'intéresserait au décret » si la tactique rejette toute manifestation de masse. Wise soutient : « il n'est plus temps de se montrer prudents et circonspects. Nous devons nous exprimer sans détour, en hommes. Comment pourrons-nous demander à nos amis chrétiens de dénoncer avec vigueur les souffrances infligées aux Juifs, si nous-mêmes demeurons silencieux ? [...] Ce qui se produit aujourd'hui en Allemagne peut se répéter demain dans n'importe quel autre pays, à moins qu'on y réagisse avec fermeté. Ce ne sont pas les Juifs allemands qui sont attaqués ; ce sont les Juifs ». Il décrit le boycott comme un impératif moral : « nous devons montrer notre opposition » et « même si la mobilisation n'engendre aucun changement, au moins nous aurons essayé ».
Le groupe vote ensuite la tenue de la manifestation à Madison Square Garden,.
Le 21 mars se tient une réunion à l'hôtel Knickerbocker, à l'initiative de l'association Jewish War Veterans of the United States of America (en). William W. Cohen (en), ancien membre du Congrès, se montre favorable à un boycott d'application stricte contre les produits allemands ; il déclare : « tout Juif qui dépense un penny pour acquérir des biens fabriqués en Allemagne est devenu traître à son peuple ». Les Jewish War Veterans préparent eux aussi une manifestation à Manhattan, partant de Cooper Square à destination du New York City Hall ; ils prévoient 20 000 participants, dont des vétérans juifs en uniformes. Bannières et pancartes y sont interdits, à l'exception des drapeaux des États-Unis et de la communauté juive.

### Journée nationale de manifestation le 27 mars 1933
Le 27 mars 1933 ont lieu plusieurs manifestations ; celle de New York à Madison Square Garden mobilise une foule de 55 000 personnes, qui sature la place et déborde dans les rues adjacentes. Des évènements similaires se tiennent à Baltimore, Boston, Chicago, Cleveland, Philadelphie et dans 70 autres villes. Le défilé de New York est retransmis sur les ondes à l'international. Les orateurs de Madison Square Garden comptent des personnalités comme William Green (en), président de l'American Federation of Labor ; le sénateur Robert F. Wagner ; Al Smith, ancien gouverneur de New York et plusieurs ecclésiastiques chrétiens, qui appellent tous à l'arrêt des mauvais traitements infligés aux Juifs d'Allemagne,,. Le rabbin Moses S. Margolies (en), qui fait partie des chefs spirituels à Manhattan, quitte le lit où une maladie le retenait pour s'adresser à la foule. Des associations juives — dont l'AJC, la Non-Sectarian Anti-Nazi League (en), le B'nai B'rith, le Jewish Labor Committee et l'association des vétérans — lancent ensemble un appel au boycott des produits allemands.

## Boycott antinazi
La campagne de boycott commence en mars 1933, tant en Europe qu'aux États-Unis, où elle se poursuit jusqu'au 7 décembre 1941, date de l'entrée en guerre du pays,,.
En juillet 1933, les effets du boycott contraignent les directeurs de l'Hamburg America Line à démissionner. Les importations depuis l'Allemagne vers les États-Unis perdent un quart de leur volume par rapport à l'année précédente et le régime reçoit les conséquences de plein fouet. Cette même année, au congrès du parti à Nuremberg en août, Joseph Goebbels déclare que cette campagne entraîne « de graves soucis ». Le boycott était particulièrement perceptible en Palestine mandataire, surtout contre les sociétés pharmaceutiques allemandes, car près des deux tiers des médecins juifs en exercice dans la région ont cessé de prescrire des médicaments allemands.
Tant en Allemagne qu'à l'étranger, cette campagne de boycott était considérée comme une réaction agressive de la communauté juive face aux persécutions du régime nazi ; le journal britannique Daily Express, dans son édition du 24 mars 1933, affiche en titre que « la Judée déclare la guerre à l'Allemagne ».

## Réaction: le boycott nazi

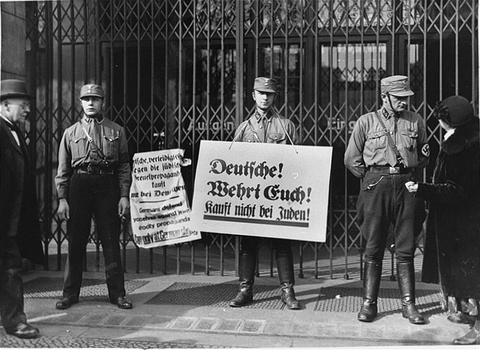
Berlin, le 1 avril 1933 : des paramilitaires de la Sturmabteilung, munis d'écriteaux appelant au boycott, bloquent l'entrée d'un magasin appartenant à un Juif. L'écriteau annonce : « Allemands, défendez-vous ! N'achetez rien chez les Juifs ! »

Les hauts responsables nazis dénoncent les manifestations, y voyant l'effet de calomnies propagées (en) par « des Juifs d'origine allemande » ; Joseph Goebbels, ministre de la Propagande, annonce l'instauration d'un train de « contre-mesures drastiques » envers les Juifs d'Allemagne en réponse aux manifestations des Juifs américains. Il prévoit son propre boycott, dirigé contre les commerces tenus par des Juifs en Allemagne, le 1er avril 1933. Goebbels précise que ce boycott ne prendrait fin que si les manifestations contre le nazisme étaient suspendues. Il s'agit du premier boycott antisémite endossé officiellement par le gouvernement nazi. Goebbels avertit que, si les manifestations persistent, « ce boycott reprendra... jusqu'à l'anéantissement de la juiverie allemande »,,.
Goebbels met sa menace de boycott à exécution. Des membres de la Sturmabteilung (SA) sont disséminés devant les commerces et bureaux appartenant à des Juifs. À l'entrée et aux fenêtres de ces locaux, les SA peignent des étoiles de David en jaune et en noir et ils placardent des affiches proclamant : « N'achetez rien chez les Juifs ! » (Kauf nicht bei Juden!) et « Les Juifs sont notre malchance ! » (Die Juden sind unser Unglück!). En outre, des actes de violence contre les Juifs et de vandalisme contre les locaux appartenant à des Juifs éclatent, mais la police n'intervient que rarement.

## Conséquences
Le boycott antinazi de 1933 n'a pas mis terme au harcèlement des Juifs en Allemagne ; au contraire, les violences gagnent en intensité et aboutissent finalement à la Shoah.
L'accord Haavara, conjugué au réarmement de l'Allemagne et à une dépendance décroissante du commerce avec l'occident, compense largement à partir de 1937 les effets de boycott antinazi sur l'économie allemande,. Néanmoins, la campagne de boycott se poursuit en 1939.
Les Juifs américains appliquent, quoique de manière irrégulière, un boycott au XXe siècle et au début du XXIe siècle contre les produits de Volkswagen, Mercedes-Benz et BMW ainsi que d'autres entreprises ayant bénéficié de l'effort de guerre du Troisième Reich.